# Богданівська сільська рада (Дворічанський район)
Богданівська сільська́ ра́да — адміністративно-територіальна одиниця та орган місцевого самоврядування у Дворічанському районі Харківської області. Адміністративний центр — село Богданівське.

## Загальні відомості
- Жовтнева сільська рада утворена 3 лютого 1943 року.
- Територія ради: 50,622 км²
- Населення ради: 969 осіб (станом на 2001 рік)
- Територією ради протікає річка Оскіл.

## Населені пункти
Сільській раді були підпорядковані населені пункти:
- с. Богданівське

### Колишні населені пункти
- Гряниківка

## Склад ради
Рада складалася з 14 депутатів та голови.
- Голова ради: Масюк Валентина Михайлівна
- Секретар ради: Тарасова Наталія Іванівна

### Керівний склад попередніх скликань
| Прізвище, ім'я, по батькові    | Основні відомості                                                                     | Дата обрання | Дата звільнення |
| ------------------------------ | ------------------------------------------------------------------------------------- | ------------ | --------------- |
| Курбатов Володимир Миколайович | Сільський голова, 1948 року народження, член Комуністичної партії України             | 26.03.2006   | 31.10.2010      |
| Масюк Валентина Михайлівна     | Сільський голова, 1971 року народження, освіта середня загальна, член Партії регіонів | 31.10.2010   |                 |

Примітка: таблиця складена за даними сайту Верховної Ради України

### Депутати
За результатами місцевих виборів 2010 року депутатами ради стали:

#### За суб'єктами висування
| Суб'єкт висування | Кількість обраних депутатів | %   |
| ----------------- | --------------------------- | --- |
| Партія регіонів   | 14                          | 100 |

#### За округами
| № округу        | Прізвище, ім'я, по батькові       | Дата визнання обраним | Освіта  | Партійна приналежність | Відомості про обраного депутата                                        |
| --------------- | --------------------------------- | --------------------- | ------- | ---------------------- | ---------------------------------------------------------------------- |
| Партія регіонів |                                   |                       |         |                        |                                                                        |
| 1               | Сидоров Анатолій Іванович         | 04.11.2010            | вища    | позапартійний          | ПСП «Родіна», інженер                                                  |
| 2               | Кисельова Світлана Федорівна      | 04.11.2010            | вища    | позапартійна           | Жовтнева загальноосвітня школа, вчитель                                |
| 3               | Сєвєрін Іван Михайлович           | 14.11.2010            | середня | член Партії регіонів   | ПСП «Родіна», водій                                                    |
| 4               | Тарасова Наталія Іванівна         | 04.11.2010            | вища    | позапартійна           | Жовтнева с/рада, секретар                                              |
| 5               | Халіна Людмила Миколаївна         | 04.11.2010            | вища    | позапартійна           | Жовтневий ДНЗ, завідувач                                               |
| 6               | Соломкіна Валентина Володимирівна | 04.11.2010            | вища    | позапартійна           | Жовтнева амбулаторія загальної практики — сімейної медицини, медсестра |
| 7               | Черкасов Сергій Петрович          | 04.11.2010            | середня | позапартійний          | ПСП «Родіна», водій                                                    |
| 8               | Сердюк Степан Володимирович       | 04.11.2010            | середня | позапартійний          | пенсіонер                                                              |
| 9               | Колісник Валентина Михайлівна     | 04.11.2010            | середня | позапартійна           | тимчасово не працює                                                    |
| 10              | Сирих Сергій Михайлович           | 04.11.2010            | середня | позапартійний          | ПСП «Родіна», газозварювальник                                         |
| 11              | Шишола Алла Іванівна              | 04.11.2010            | середня | позапартійна           | ПСП «Родіна», техпрацівник                                             |
| 12              | Волжан Олександр Олександрович    | 04.11.2010            | середня | член Партії регіонів   | ПСП «Родіна», інженер                                                  |
| 13              | Біда Лариса Володимирівна         | 04.11.2010            | вища    | позапартійна           | Жовтнева загальноосвітня школа, вчитель                                |
| 14              | Бритик Людмила Миколаївна         | 04.11.2010            | середня | член Партії регіонів   | Відділення зв'язку, с. Жовтневе, завідувачка                           |